# Karin Hox
Karin Hox, född 10 juli 1936 i Oslo, död 16 oktober 2023, var en norsk skådespelare.
Hox debuterade 1951 vid Det Nye Teater i Benjamin Brittens Let's Make an Opera. Hon var därefter under många år engagerad vid Den Nationale Scene, med debut i en scenuppsättning av Pippi Långstrump. Hon har medverkat i både opera och musikaler. Som komiker har hon spelat titelrollen i Brødrene Østermanns huskors av Oscar Wennersten och Mette i Kjærlighet uten strømper. I klassisk teater Elvira i Don Juan och Marianna i Shakespeares Lika för lika. Från 1990-talet har hon uppträtt med ett eget kabaretprogram.

## Filmografi
- 1952 – Trine!
- 1954 – Aldri annet enn bråk
- 1955 – Ute blåser sommarvind
- 1995 – The Cinema Ticket (kortfilm)
- 2001 – Det största i världen